# Lebertiidae
Lebertiidae är en familj av kvalster. Enligt Catalogue of Life ingår Lebertiidae i ordningen Trombidiformes, klassen spindeldjur, fylumet leddjur och riket djur, men enligt Dyntaxa är tillhörigheten istället ordningen kvalster, klassen spindeldjur, fylumet leddjur och riket djur. Enligt Catalogue of Life omfattar familjen Lebertiidae 14 arter. 
Kladogram enligt Catalogue of Life och Dyntaxa:
| Lebertiidae | \| \| Estelloxus \| \| \| \| \| \| Lebertia \| \| \| \| |
|             | \| \| Estelloxus \| \| \| \| \| \| Lebertia \| \| \| \| |
|             | Estelloxus                                              |
|             |                                                         |
|             | Lebertia                                                |
|             |                                                         |